# Latinka
Latinka (popř. latinské písmo) je široce používaným písmem pro zápis mnoha jazyků po celém světě, zejména v zemích, které používají latinkovou abecedu. Latinka je například písmem používaným pro zápis angličtiny, španělštiny, francouzštiny, němčiny a mnoha dalších evropských jazyků. Latinka se také používá pro zápis některých afrických, asijských a tichomořských jazyků.
Je však třeba si uvědomit, že v různých částech světa se používají různé písma a mnoho jazyků má svůj vlastní písemný systém, který není latinkou. Proto není latinka univerzálním písmem pro celý svět, ale určitě patří mezi jedno z nejrozšířenějších písem na světě. Jedná se o písmo hláskové, obsahující znaky jak pro souhlásky, tak pro samohlásky.
Latinka byla původně vyvinuta pro latinu odvozením z řecké abecedy zprostředkované Etrusky asi v 7. století př. n. l. Ve starověku vznikly dvě formy latinského písma: kapitála a starší římská kurzíva, která se ve 3. století vyvinula v mladší římskou kurzívu, zatímco na kapitálu navázala unciála a polounciála. V důsledku stěhování národů a christianizace se začala vyvíjet národní písma. Ve snaze sjednotit způsob zápisu latinky vznikla v 8. století karolinská minuskula; i ta ovšem podléhala změnám, až se nakonec ve 12. století proměnila v gotické písmo.
V 15. století se z důvodu rostoucí potřeby hojnějšího a rychlejšího psaní hledaly nové tvary písma: humanisté proto na základě tvarů kapitály a karolinské minuskuly vytvořili humanistické písmo, zatímco gotické písmo se přeměnilo v novogotické písmo, v němž nabyla vrchu jeho kurzívní podoba. Humanistické písmo v následujících staletích postupně novogotické vytlačovalo, až se novogotické písmo nakonec roku 1941 přestalo používat úplně.

## Dějiny

### Starověk a středověk

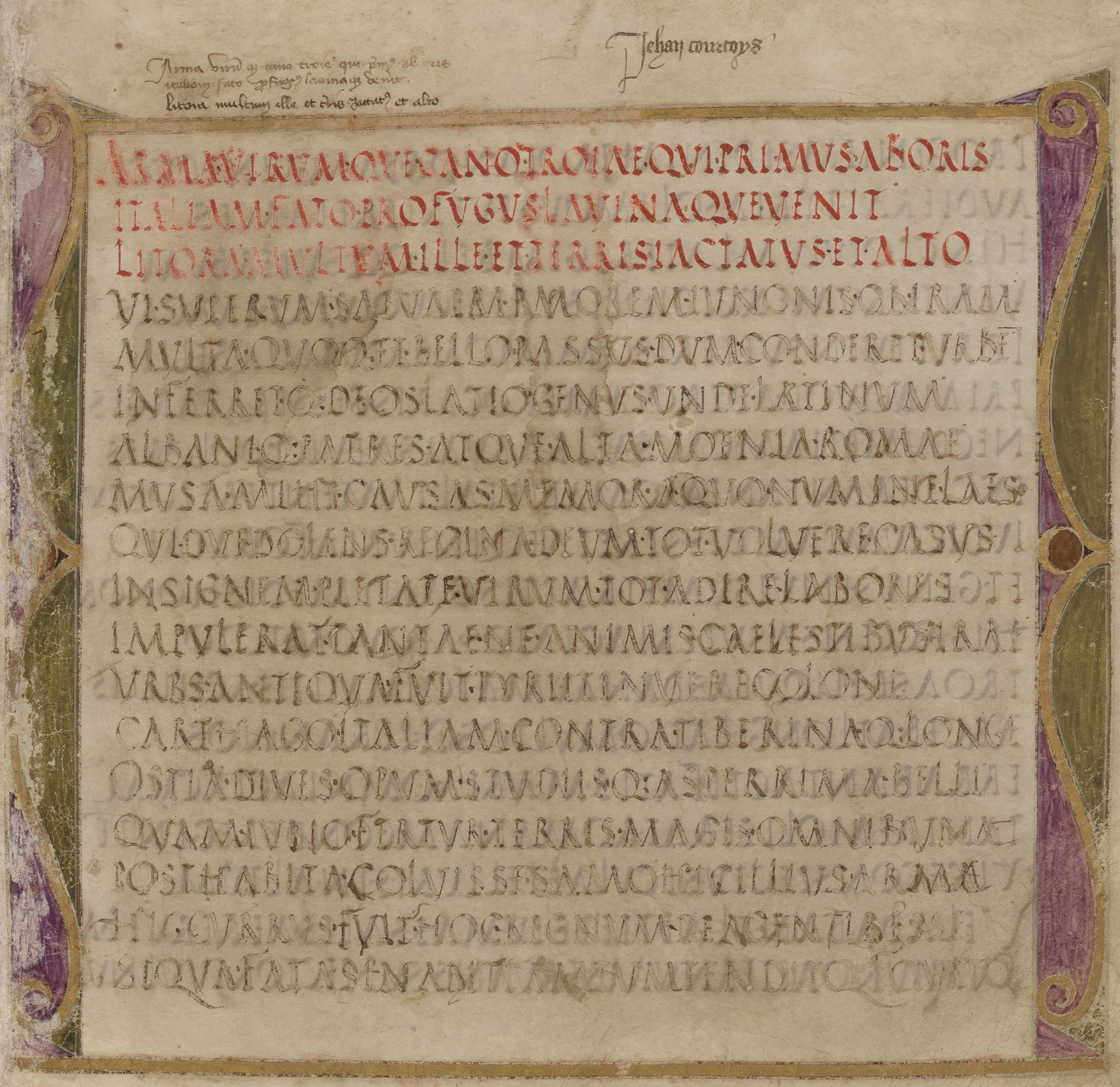
Capitalis rustica

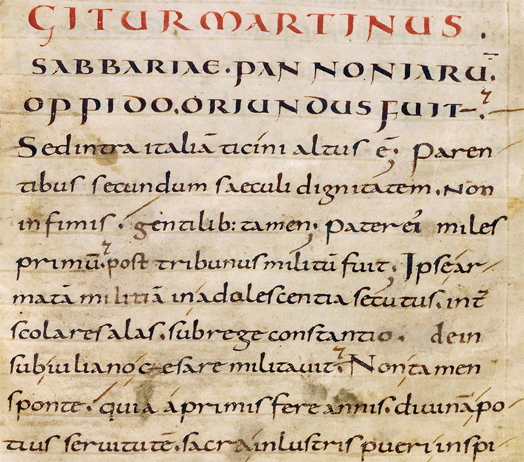
Carolina

Latinské písmo vzniklo asi v 7. století př. n. l. odvozením od řeckého písma, které Římané přejali od Etrusků. Postupně tak vznikla archaická latinka (7.–4. století př. n. l.), v níž mělo jedno písmeno více tvarů. Od 4. století př. n. l. probíhala stabilizace jednotlivých liter a epigrafické památky po roce 200 př. n. l. jsou psány již stabilizovaným písmem monumentálním (capitalis monumentalis), jehož nejvýznamnějšími zástupci jsou scriptura quadrata a scriptura actuaria. V knižních písmech se objevovala zejména kvadrátní kapitála (capitalis quadrata) a rustická kapitála (capitalis rustica). Pro běžnější potřeby byla od 1. století př. n. l. užívána starší římská kurzíva (majuskulní).
Ve 3. století na starší římskou kurzívu navázala minuskulní mladší římská kurzíva a z kvadrátní kapitály se až do 8. století vyvíjela okrouhlejší unciála. Unciála postupem času přešla v polounciálu, v níž se mísily majuskulní a minuskulní tvary. Od 6. století se v důsledku stěhování národů a christianizace začala formovat také národní písma, která lze rozdělit zhruba do dvou hlavních skupin: 1) kontinentální (v kontinentální Evropě, navazovala na mladší římskou kurzívu) a 2) insulární (na Britských ostrovech, navazovala na unciálu a polounciálu).
Velká rozrůzněnost národních písem ovšem znesnadňovala jejich četbu, a tak bylo učiněno několik pokusů o sjednocení těchto písem, z nichž nejúspěšnější proběhl ve Franské říši, kde během karolinské renesance vznikla (8. století) karolinská minuskula (carolina), která vyhovovala všem důležitým požadavkům: byla čitelná, jednoduchá i estetická. Brzy proto zatlačila národní písma. Její variantou byla diplomatická minuskula, která písmena izolovala a omezila používání nepřeberného množství zkratek (s postupem času však zkratek znovu začalo přibývat).
V důsledku změny estetického cítění, způsobu seříznutí pera i kvůli rostoucí potřebě psaní se ve 12. století písmo zvertikálnilo a obloučky caroliny se začaly lámat, části písmen se také začaly stínovat, takže písmena byla tvořena silnými a vlasovými tahy. Tímto způsobem vznikla gotická minuskula, jež se postupem času rozdělila do tří podskupin: gotica texturalis (dekorativní), gotica cursiva (zběžné písmo) a bastarda (křížením dvou předchozích, polokurzíva).

### Novověk

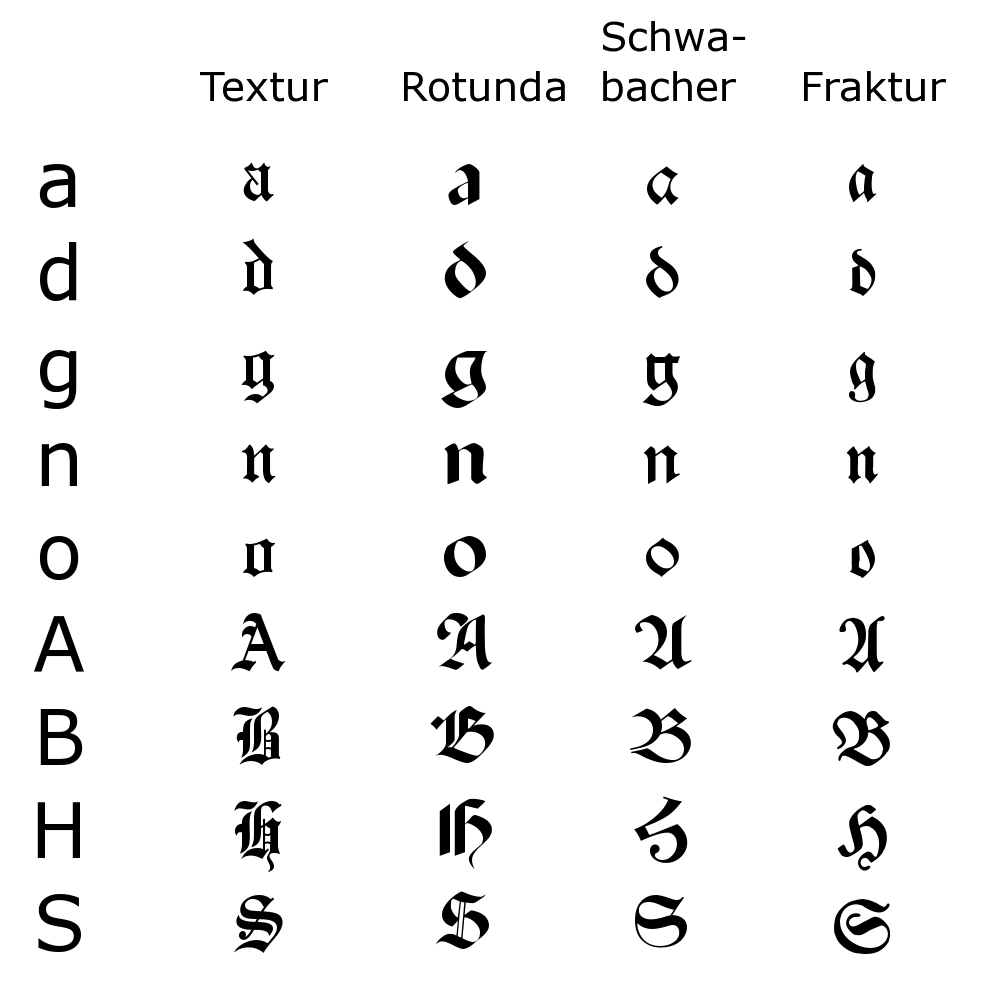
Srovnání textury, rotundy, švabachu a fraktury

V polovině 15. století se středověké latinské písmo rozštěpilo na dvě větve: zatímco novogotické písmo navazovalo na středověké gotické písmo, humanistické písmo přejalo své tvary z antické kapitály a raně středověké karolinské minuskuly. Vývoj písma v obou větvích reagoval především na rostoucí potřebu psát častěji a rychleji, takže kreslené písmo bylo v psaných textech rychle zatlačeno do pozadí polokurzívou (v případě humanistického písma) nebo kurzívou (v případě novogotického písma). Kreslené písmo nicméně našlo hojné uplatnění v knihtisku: humanistické písmo v podobě antikvy a italiky, novogotické písmo v podobě bastardy, textury, švabachu a fraktury.
Oba typy písma spolu soupeřily, přičemž humanistické písmo postupně vytlačovalo novogotické, které se nakonec v polovině 20. století úplně přestalo používat. Humanistické písmo se již v 1. polovině 16. století stalo výhradním typem písma pro zápis textů v latině a rozšířilo se v celé Itálii. Do ostatních národních jazyků ovšem začalo pronikat později: pro zápis francouzštiny se běžně užívalo až od konce 16. století, pro angličtinu od 1. poloviny 18. století, pro češtinu od 1. poloviny 19. století. Novogotické písmo se užívalo nejdéle pro zápis němčiny, a to až do roku 1941, kdy nacistická administrativa používání tohoto písma zakázala. Od té doby se pro jazyky zapisované latinkou používá pouze humanistické písmo.

## Znaky
Původní latinská abeceda obsahovala pouze tato písmena:
| A | B | C | D | E | F | H | I | K | L |
| M | N | O | P | Q | R | S | T | V | X |

Písmo bylo původně ryze majuskulní. Minuskule, tj. „malá písmena“, se začala vyvíjet z majuskulí („velkých písmen“) až cca v 3. století n. l. pro snazší zápis pomocí četných ligatur. Přesné rozlišení na majuskule a minuskule a použití obojího podle přesných pravidel v témže textu pochází až z doby humanismu, který se snažil zachovat jak minuskule, tak majuskule. Rozdělení na majuskule a minuskule je typické jen pro latinku a řeckou abecedu (a abecedy od nich odvozené, např. cyrilici).
Postupně se vyvíjela, některá písmena se měnila, některá přibyla. Formou písmen, jejich ligaturami a použitím se zabývá latinská paleografie. Pro úsporu psacím materiálem vyvinula latina komplexní systém zkratek, který text značně zkracoval. Zkratky nahrazovaly celá slova (hlavně jména jako Iesus, Christus, Deus, atd.), předložky, spojky, pravidelné pádové koncovky apod. (např. bꝰ namísto koncovky „bus“, tr namísto koncovky „tur“, vypouštění „m“ a „n“ a jejich nahrazování nadepsanou čárkou). Dodnes se z těchto zkratek několik zachovalo i v národních jazycích, např. & (et čili slučovací spojka „a“), v italštině se někdy v kurzívním psaní (i když velmi zřídka) používá vodorovná čárka nad písmenem jako náhrada za vypuštěné „m“ nebo „n“ apod. Původ z latinského ad má pravděpodobně i zavináč @[zdroj?].
Ve středověku se latinka začala používat i pro jiné jazyky než latinu, tyto jazyky obsahovaly hlásky, které se v latině nevyskytují, a to dalo vzniknout dalším písmenům. Mnohé jazyky, místo aby pro své hlásky vytvářely zcela nová písmena (např. ß æ), modifikovaly stávající písmena pomocí diakritiky (např. á ě ü ő ň).
V průběhu 20. století upadá znalost latiny, která je dávno mrtvým jazykem, a upevňuje se celosvětový význam angličtiny, která je jedním z nejběžnějších jazyků na světě a má velký vliv na globální komunikaci a obchod; tento trend se ještě posiluje s rozvojem výpočetní techniky koncem století. Latinka je také používána většinou internetových stránek a softwaru, což z ní činí jedno z nejrozšířenějších písem na světě. I v důsledku toho se za „standardní latinku“ považuje anglická abeceda, která má následující znaky:
| A | B | C | D | E | F | G | H | I | J | K | L | M | N | O | P | Q | R | S | T | U | V | W | X | Y | Z |
| a | b | c | d | e | f | g | h | i | j | k | l | m | n | o | p | q | r | s | t | u | v | w | x | y | z |

Vedle písmen se součástí písma (ne však abecedy) stala i tzv. interpunkční znaménka, která latinka sdílí s mnohými dalšími písmy. Patří sem zejména:
- . , ; : - ! ? " ' ( ) … pro oddělování vět a jejich částí
- + / < = > [ ] { } ~ % & … nejen pro matematické výrazy
- # $ * @ \ ^ _ ` | … zvláštní znaky, které nabyly na významu kvůli počítačům

Všechny jazyky, které dnes píší latinkou, používají také tzv. arabské číslice pro zápis čísel. Římané původně používali římské číslice, tvořené kombinacemi některých písmen latinky a dodnes používané v jazycích píšících latinkou ke zvláštním účelům.
Arabské číslice jsou následující:
- 0 1 2 3 4 5 6 7 8 9

Římská čísla jsou tvořena pomocí těchto písmen latinky:
- I V X L C D M

## Rozšíření
Podle mluvčích

Rozšíření latinského písma ve světě:
země, kde se používá pro zápis jazyka (resp. jazyků) pouze latinka
země, kde se používá vedle latinky i další znakový systém

Latinku používá přes 2,5 miliardy lidí.
Podle jazykových větví
Latinku používá většina germánských a románských jazyků, také všechny keltské a baltské jazyky a více než polovina slovanských jazyků.
V 19. a 20. století se latinka stala prostředkem i pro zápis řady mimoevropských jazyků. Často jde o výsledek práce křesťanských misionářů, kteří překládali do domorodých jazyků Bibli nebo její části.